# Daniel Mudau
Daniel Mudau (né le 4 septembre 1968 à Mamelodi, à Pretoria en Afrique du Sud) est un joueur de football international sud-africain, qui évoluait au poste d'attaquant.

## Biographie

### Carrière en club
Daniel Mudau est l'un des plus grands joueurs de l'histoire du club de sa ville natale, le Mamelodi Sundowns Football Club. Il est le meilleur buteur de l'histoire du club (155 buts inscrits), ainsi que le joueur ayant disputé le plus de matchs pour le club.

### Carrière en sélection
Il fait ses débuts internationaux en sélection le 6 octobre 1993 lors d'une défaite 4-0 contre le Mexique. Mudau inscrit son premier but au cours d'une victoire 3-2 contre le Mozambique à la 70e minute le 30 septembre 1995. Il joue son dernier match 4 années jour pour jour après sa première sélection, contre l'Arabie saoudite.

## Palmarès
| Mamelodi Sundowns - Championnat d'Afrique du Sud (3) : - Champion : 1997-98, 1998-99 et 1999-00. |  | Afrique du Sud - Coupe d'Afrique des nations (1) : - Vainqueur : 1996. |